# Krzysztof Tomasik

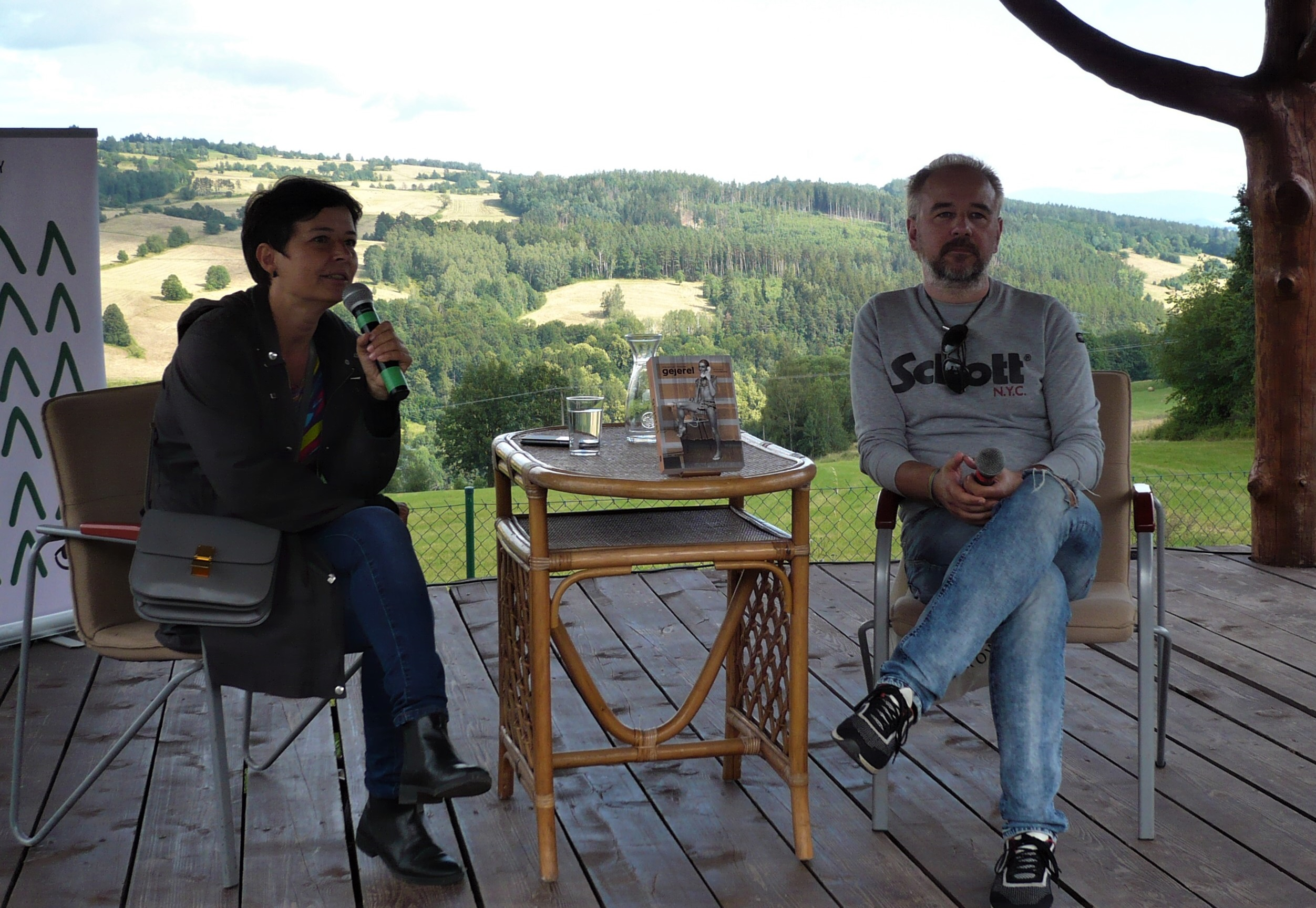
Magdalena Piekarska i Krzysztof Tomasik, VI Festiwal Góry Literatury, 2020

Krzysztof Tomasik (ur. 8 lutego 1978) – polski publicysta i biografista, działacz LGBT, członek Krytyki Politycznej i współpracownik partii Zielonych.
Redaktor wydawanego przez Fundację Replika dwumiesięcznika „Replika”. Publikował w Zadrze, Nowych Książkach, na portalu Inna strona. W Tok FM prowadzi razem z Mariuszem Kurcem (wcześniej z Krystianem Legierskim) audycję Lepiej późno niż wcale.
W 2008 roku opublikował Homobiografie. Pisarki i pisarze polscy XIX i XX wieku – zbiór szesnastu esejów o ludziach ważnych dla polskiej kultury, których homoseksualność pomijano w oficjalnych biografiach.

## Publikacje książkowe
- 2008 – Homobiografie. Pisarki i pisarze polscy XIX i XX wieku, Wydawnictwo Krytyki Politycznej, Warszawa, ISBN 978-83-61006-20-6[4]
- 2011 – Mulat w pegeerze Antologia polskich reportaży z lat 1956-1989 pod red. Krzysztofa Tomasika, Wydawnictwo Krytyki Politycznej, Warszawa, ISBN 978-83-62467-21-1[4]
- 2012 – Gejerel. Mniejszości seksualne w PRL-u, Wydawnictwo Krytyki Politycznej, Warszawa, ISBN 978-83-62467-54-9[5]
- 2014 – Seksbomby PRL-u, Wydawnictwo Marginesy, Warszawa, ISBN 978-83-64700-08-8
- 2014 – Homobiografie. Wydanie drugie poprawione i poszerzone, Wydawnictwo Krytyki Politycznej, Warszawa, ISBN 978-83-64682-22-3
- 2015 – Demony seksu, Wydawnictwo Marginesy, Warszawa, ISBN 978-83-65282-09-5
- 2016 – Grażyna Hase. Miłość, moda, sztuka, Wydawnictwo Marginesy, Warszawa, ISBN 978-83-65586-47-6[6]
- 2018 – Gejerel. Mniejszości seksualne w PRL-u, wydanie drugie, poprawione i poszerzone, Wydawnictwo Krytyki Politycznej, Warszawa ISBN 978-83-658-5353-0

- 2025 - Homolobby. Aktorzy II RP, Wydawnictwo Krytyki Politycznej, Warszawa ISBN 978-83-67805-33-9[7]